# Potito Salatto
Potito Salatto (ur. 22 stycznia 1942 w Bari, zm. 13 czerwca 2016 w Rzymie) – włoski polityk, samorządowiec i działacz związkowy, poseł do Parlamentu Europejskiego VII kadencji.

## Życiorys
Od 1973 do 1975 był krajowym sekretarzem jednej z branż centrali związków zawodowych CISL. Następnie przez rok przewodniczył regionowi Associazioni Cristiane dei Lavoratori Italiani (chrześcijańskiego stowarzyszenia pracowników włoskich). W latach 1976–1985 sprawował mandat radnego Rzymu. Później do 1995 był radnym regionu Lacjum. Pełnił m.in. funkcje asesora ds. szkoleń zawodowych oraz budżetu, a także wiceprzewodniczącego rady regionalnej. Od 2000 do 2005 związany z agendą Program Narodów Zjednoczonych ds. Rozwoju, odpowiadał za projekty w Kosowie i Albanii. W latach 2007–2009 stał na czele Assoforum 2007, organizacji skupiającej ponad sto stowarzyszeń.
W wyborach w 2009 uzyskał z listy Ludu Wolności mandat posła do Parlamentu Europejskiego VII kadencji. Został członkiem grupy Europejskiej Partii Ludowej oraz Komisji Spraw Konstytucyjnych. W 2010 przeszedł do nowej partii pod nazwą Przyszłość i Wolność dla Włoch. Od 2014 działał w ugrupowaniu Popolari per l’Italia.